# Трубніков Володимир Матвійович
Володимир Матвійович Трубніков (1 травня 1907, селище Юзівка, тепер місто Донецьк — квітень 1979, місто Куйбишев, тепер Самара, Російська Федерація) — радянський діяч органів державної безпеки, генерал-майор. Депутат Верховної Ради УРСР 2-го скликання.

## Біографія
Народився у родині шахтаря-робітника копальні. Закінчив 2-х класне рудничне училище.
У 1920—1925 р. — лампонос, коногін, плитовий, саночник, забійник на шахтах Донбасу. У 1925—1927 р. — електрослюсар шахти імені Менжинського на Донбасі. У липні 1927 — серпні 1928 р. — секретар комітету ЛКСМУ шахти імені Менжинського. Одночасно, у 1927—1928 р. — слухач Кадіївської радпартшколи.
Член ВКП(б) з травня 1928 року.
У серпні — листопаді 1928 р. — заступник завідувача організаційного відділу Кадіївського районного комітету Спілки гірників.
У листопаді 1928 — 1933 р. — студент Харківського політехнічного інституту. Закінчив три курси.
У 1933 — травні 1934 р. — помічник керуючого Первомайського рудоуправління Кадіївського району.
З травня 1934 р. — в органах ОДПУ—НКВС СРСР. У липні 1934 — квітні 1935 р. — курсант Центральної школи ГУДБ НКВС СРСР.
У квітні — травні 1935 р. — уповноважений 5-го відділення Економічного відділу ГУДБ НКВС СРСР. У травні 1935 — січні 1936 р. — помічник оперуповноваженого Економічного відділу ГУДБ НКВС СРСР.
У січні 1936 — травні 1938 р. — оперуповноважений Економічного відділу, 3-го відділення УДБ Маріупольського міського відділу НКВС УРСР Донецької області. У травні — листопаді 1938 р. — начальник Сніжнянського районного відділу НКВС УРСР Сталінської області.
У листопаді 1938 — липні 1939 р. — начальник Рибницького районного відділу НКВС Молдавської АРСР. У липні — вересні 1939 р. — заступник народного комісара внутрішніх справ Молдавської АРСР.
У вересні 1939 — серпні 1940 р. — народний комісар внутрішніх справ Молдавської АРСР.
У серпні 1940 — березні 1941 р. — начальник Управління Народного комісаріату внутрішніх справ УРСР по Житомирській області.
У квітні — липні 1941 р. — начальник Управління Народного комісаріату державної безпеки УРСР по Чернівецькій області.
У липні 1941 — лютому 1942 р. — начальник Особливого відділу НКВС 40-ї армії. У лютому — квітні 1942 р. — у резерві відділу кадрів НКВС УРСР. У квітні 1942 — квітні 1943 р. — заступник начальника Управління військ охорони тилу Південного, Воронезького фронтів з оперативно-чекістської роботи. У квітні — серпні 1943 р. — заступник начальника Управління у справах військовополонених та інтернованих НКВС СРСР з оперативно-чекістської роботи.
У серпні 1943 — жовтні 1944 р. — начальник Управління Народного комісаріату внутрішніх справ СРСР по Архангельській області РРФСР.
У жовтні 1944 — січні 1947 р. — начальник Управління Народного комісаріату-Міністерства внутрішніх справ УРСР по Ровенській області.
У січні 1947 — червні 1948 р. — начальник Управління Міністерства внутрішніх справ УРСР по Львівській області.
У червні 1948 — листопаді 1949 р. — міністр внутрішніх справ Киргизької РСР. У листопаді 1949 — лютому 1950 р. — у розпорядженні Управління кадрів МВС СРСР.
У лютому 1950 — листопаді 1951 р. — заступник начальника Управління Міністерства внутрішніх справ СРСР по Куйбишевській області РРФСР, начальник Управління виправно-трудових таборів і колоній Куйбишевського УМВС. У листопаді 1951 — грудні 1952 р. — заступник начальника Управління Кунеєвського виправно-трудового табору і Куйбишевської ГЕС. У лютому — березні 1953 р. — заступник начальника виправно-трудового табору будівництва залізних рудників МВС СРСР.
У березні — червні 1953 р. — начальник Управління Міністерства внутрішніх справ УРСР по Тернопільській області. У червні — жовтні 1953 р. — у розпорядженні МВС УРСР.
У грудні 1953 року звільнений з органів МВС за дискредитацію високого звання командного складу.
Проживав у місті Куйбишеві (тепер — Самарі).

## Звання
- сержант державної безпеки (11.12.1935)
- старший лейтенант державної безпеки (22.06.1939)
- капітан державної безпеки (28.04.1941)
- підполковник державної безпеки (11.02.1943)
- полковник державної безпеки (5.03.1943)
- комісар державної безпеки (20.03.1944)
- генерал-майор (9.07.1945) — позбавлений звання 27.08.1956

## Нагороди
- орден Трудового Червоного Прапора (23.01.1948)
- орден Червоного Прапора (24.02.1942)
- два ордени Вітчизняної війни 1-го ст. (1.05.1944, 2.03.1945)
- медалі